# Франческо Цуккареллі
Франческо Цуккареллі (італ. Francesco Zuccarelli; 15 серпня, 1702, Пітільяно, Тоскана — 30 грудня, 1788, Флоренція) — італійський художник-пейзажист і театральний декоратор доби пізнього бароко.

## Життєпис
Народився у південній Тоскані, у містечку Пітільяно. Художню освіту опановував у місті Флоренція в майстерні Паоло Анезі (1697–1773). Згодом перебрався у Рим, де стажувався у майстерні художника і графіка Джованні Марія Моранді (1622–1717) разом з учнем останнього П'єтро Неллі (1672–1740). Неллі прищепив учню цікавість до малювання.

## Повернення на батьківщину і перший меценат
У період 1724–1727 рр. повернувся до Пітільяно, де створив декілька вівтарних образів для місцевих церков. Сам планував присвятити власну творчість створенню героїчних пейзажів на кшталт Клода Лоррена, твори котрого бачив і вивчав у Римі.
Наприкінці 1720-х рр. зосередився на створенні гравюр. В цей період отримав першого мецената, котрим став прихильник флорентійського мистецтва Франсіско Нікколо Габбурі (1676–1742). Наслідками періоду було створення двох серій гравюр із зображеннями фресок Андреа дель Сарто (1486–1531)та Джованні ді Сан Джованні (1592–1636). Загальна кількість створених тоді гравюр — сорок три.

## Венеційські періоди і новий меценат
За походженням художник тосканець. Але тривалий час працював у Венеції і рахують його як венеційського художника, попри навчання у Флоренції і в Римі та працю у Болоньї й у Лондоні.
Венеція залишила помітний вплив як на художню манеру митця, так і на його біографію. У Венеції він зустрів британського консула Джозефа Сміта, котрий став опікуном і меценатом художника на довгі роки. Він створював релігійні та міфологічні композиції, але звернувся до створення пейзажів ідилічного характеру. Це позбавило майстра від конкуренції, позаяк у місті помер художник Марко Річчі, що створював пейзажі, і Цуккареллі посів спорожніле місце. У творчому доробку майстра є також декілька картин, зроблених під впливом майстрів Голландії 17 ст.
Серед прихильників художника у Венеції — маршал Шуленбург та Франческо Альгаротті. Обидва сприяли придбанню картин художника до збірок курфюрста Саксонії Августа ІІІ Сильного, котрий якраз активно формував власну картинну галерею у місті Дрезден.

## Праця в Британії

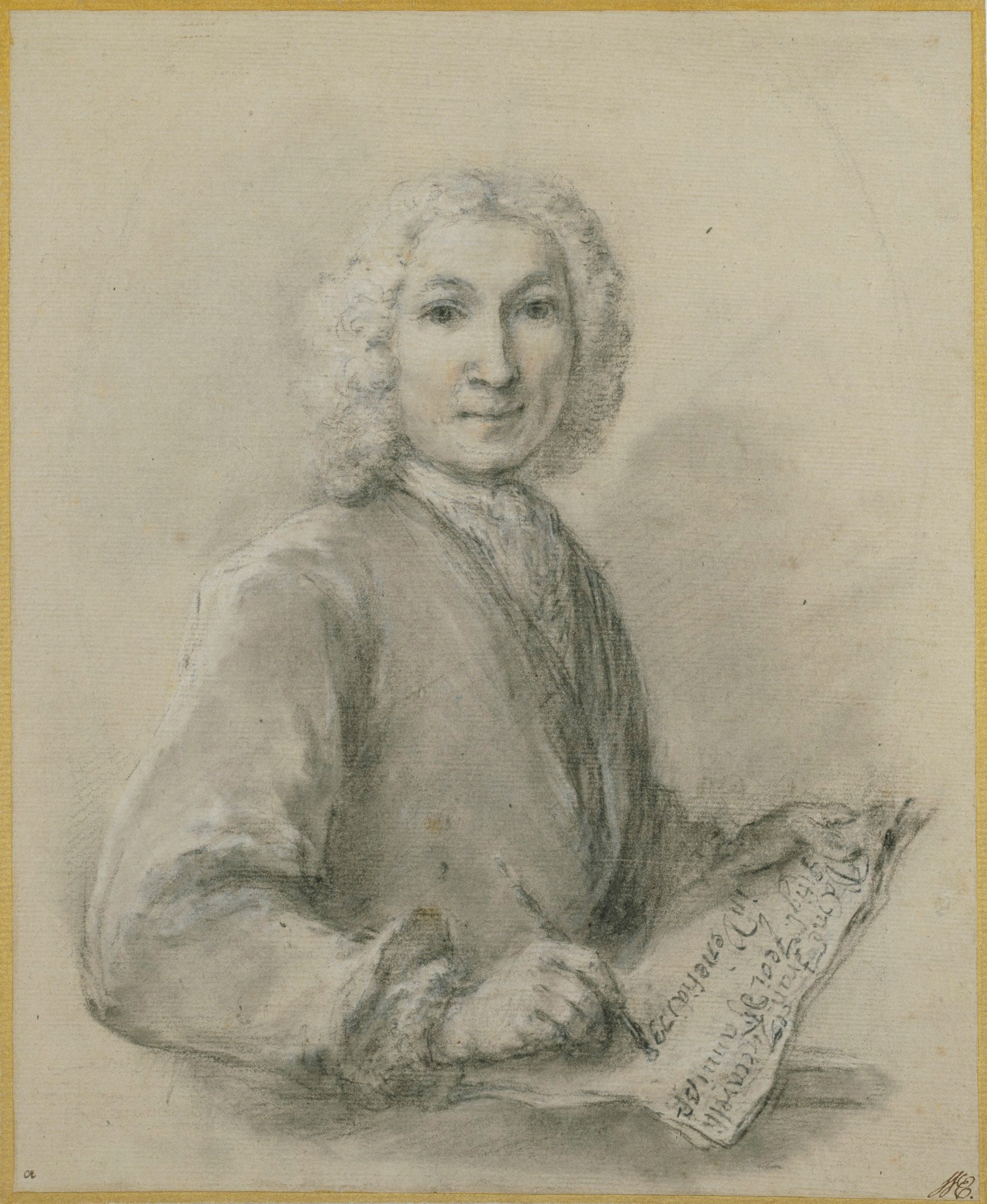
«Автопортрет», малюнок 1738 р.

Ділові зв'язки із британським консулом Джозефом Смітом сприяли знайомству британських аристократів з творчістю Франческо Цуккареллі. Можливо, саме Джозеф Сміт був першим власником серії картин «Історія Якова», котра після розпродажу потрапила до збірок у Віндзорський замок. Його також запросили у Лондон, де він працював п'ять років як сценограф у Лондонському оперному театрі. Але знов повернувся до Венеції.
Новий етап настав у 1752 році, коли художник знов прибув у Лондон. Цього разу він затримався у Британії на двадцять років. Серед творів цього періоду краєвиди річки Темзи та ескізи до гобеленів з пейзажами, котрі використовував ткач-килимар Пол Сондерс.
1768 року художник був серед членів-засновників Королівської академії мистецтв та одним із її членів. Ще раніше, 1763 року, його обрали членом Венеційської художньої академії. Художник мав авторитет серед прихильників мистецтв і аристократів. Частку його картин придбав британський король Георг ІІІ.

## Останні роки і смерть
Франческо Цуккареллі покинув Лондон у 1771 році і прибув у Венецію. Згодом його обрали президентом Венеційської художньої академії. Твори цього періоду мали вплив картин Марко Річчі. Художник перебував у Флоренції, де і помер у грудні 1788 року.

## Вигадливий підпис
Прізвище художника перекладають як «малий гарбуз». Воно споріднене і з словом «Цукіні». Тому художник підписував власні твори не літерами, а зображенням малого гарбуза, іноді за поясом у жінок на його картинах.

## Вибрані твори
- «Пейзаж з жінкою біля водоспаду і вершником», Академія Каррара, Бергамо
- «Пейзаж з пастухами, ручаєм і водоспадом», 1736, Академія Каррара, Бергамо
- «Викрадення Європи Зевсом», 1740-ві, Галерея Академії (Венеція)
- «Архітектурне капріччо із замком Мерворт, графство Кент», разом із Антоніо Візентіні, 1746
- «Вакханалія», середина 1740-х, Галерея Академії (Венеція)
- «Садиба Барлінгтон Хаус», разом із Антоніо Візентіні, 1746, Віндзорський замок
- «Пейзаж з малим сільським святом і танцями», Британський музей
- «Краєвид з річкою Темзою»
- «Макбет і три відьми у пейзажі», 1760, пиватн. збірка
- «Пейзаж з річкою і сценою знайдення малюка Мойсея» 1768, Віндзорський замок
- «Сільський пейзаж з дояркою», 1750-і, Венеція
- «Пейзаж з жінками біля річки», 1760-і, Галерея Академії (Венеція)
- «Приборкання бика», 1770-і, Галерея Академії (Венеція)
- «Пейзаж з жінкою, що несе дитину»
- «Пейзаж з жінкою-селянкою, що веде корову», Ермітаж, Санкт-Петербург
- Театральні декорації для Лондонського оперного театру.

## Малюнки Франческо Цуккареллі

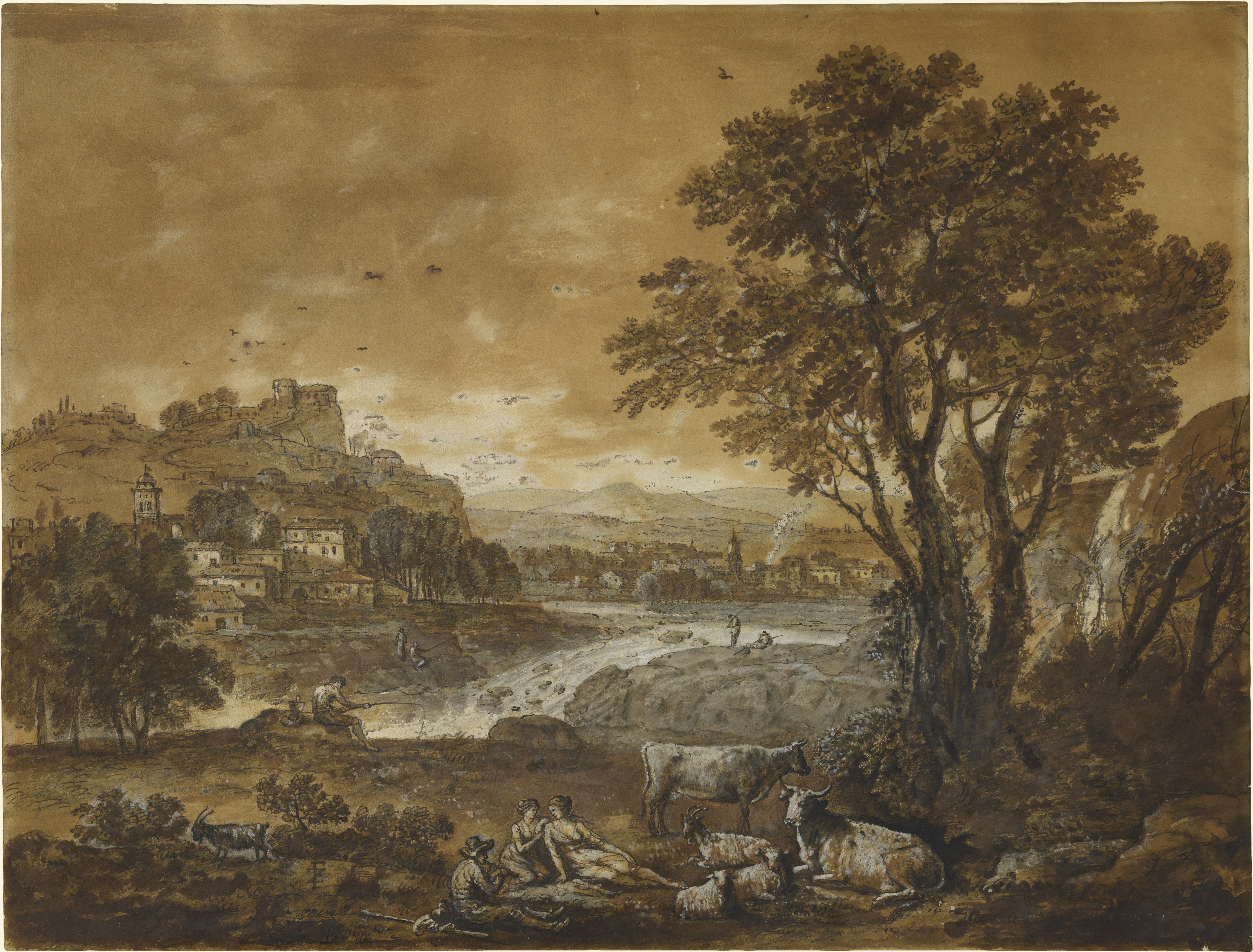
«Пейзаж з ручаєм та пастухами», музей Гетті, Каліфорнія

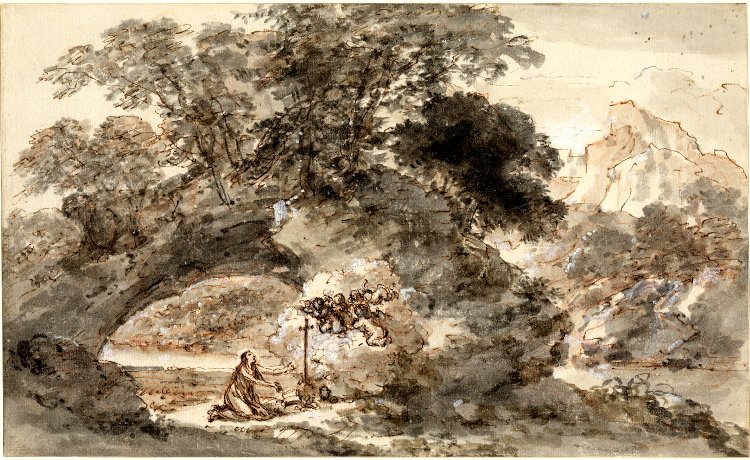
«Марія Магдалина в пустелі», Британський музей
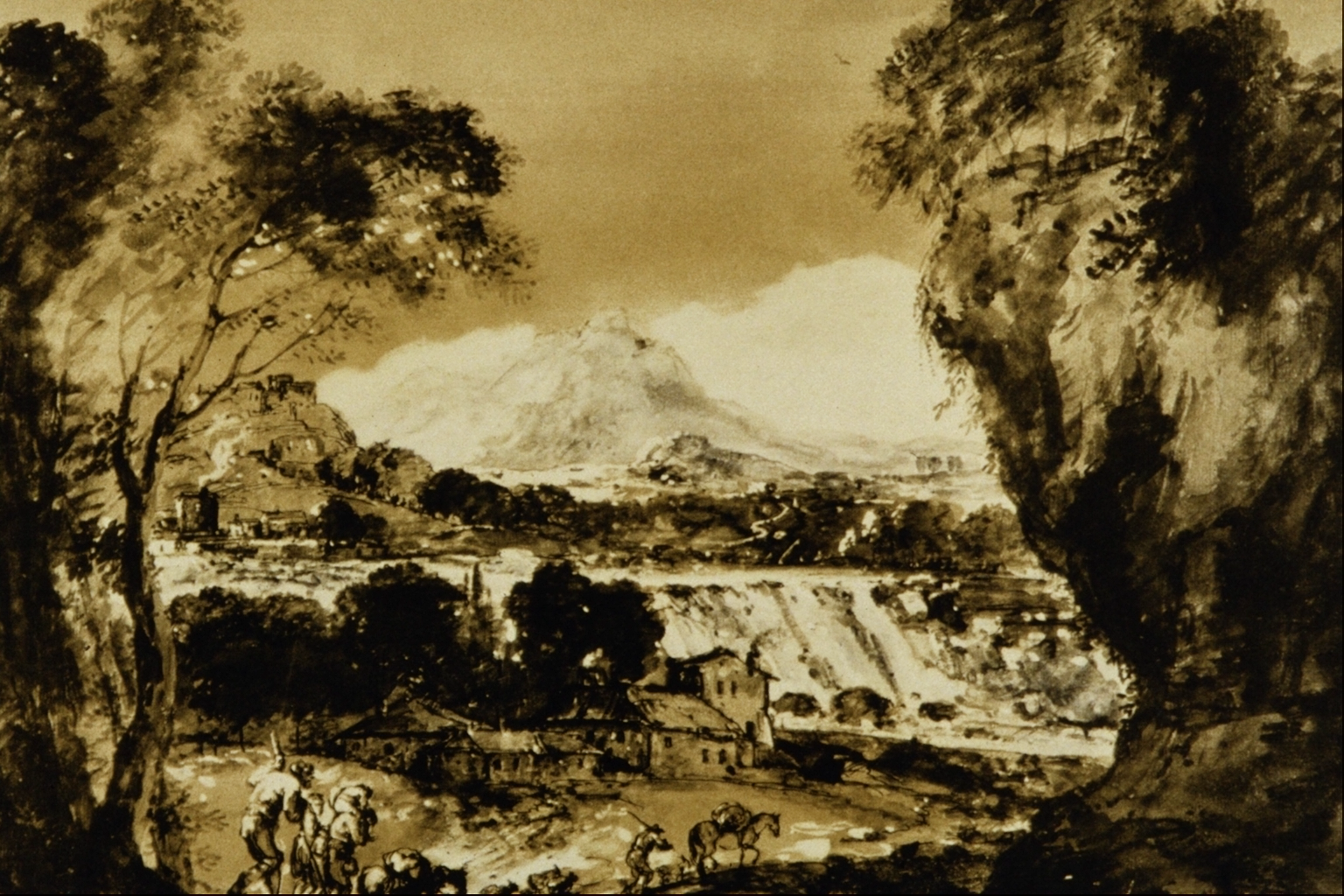
«Пейзаж з подорожніми»
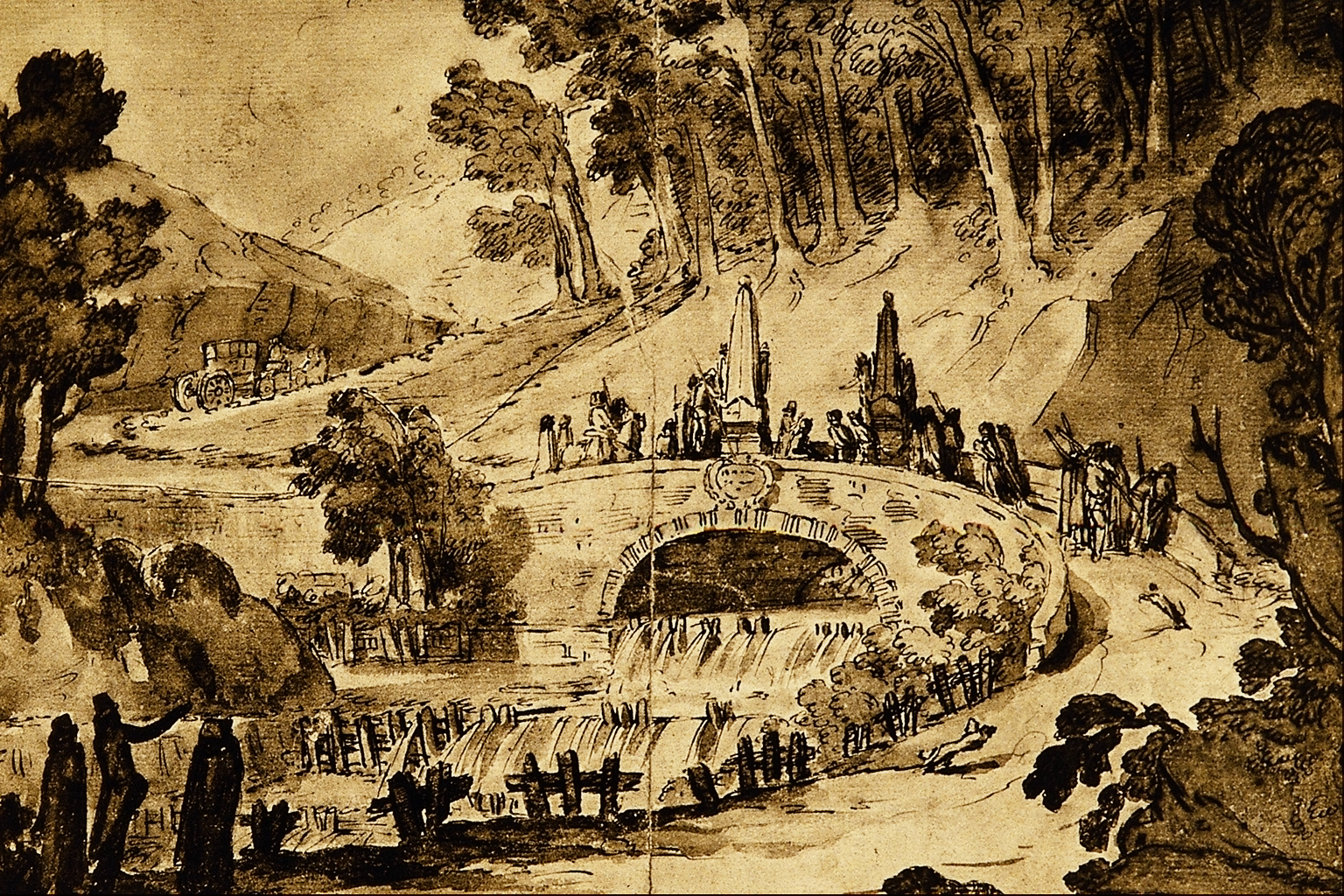
«Пейзаж з мостом і подорожніми»
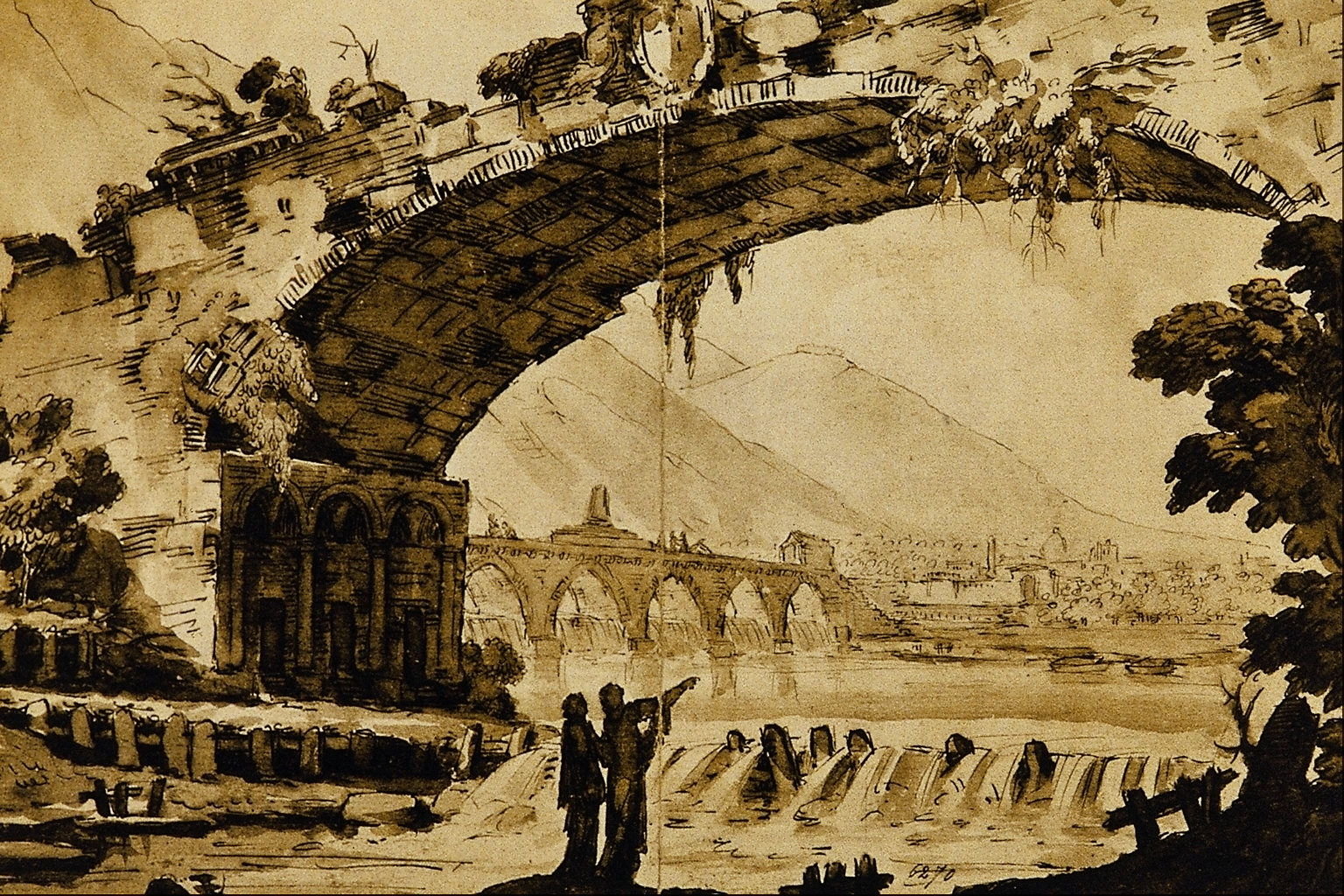
«Пейзаж зі старим мостом»

## Вибраний живопис Франческо Цуккареллі

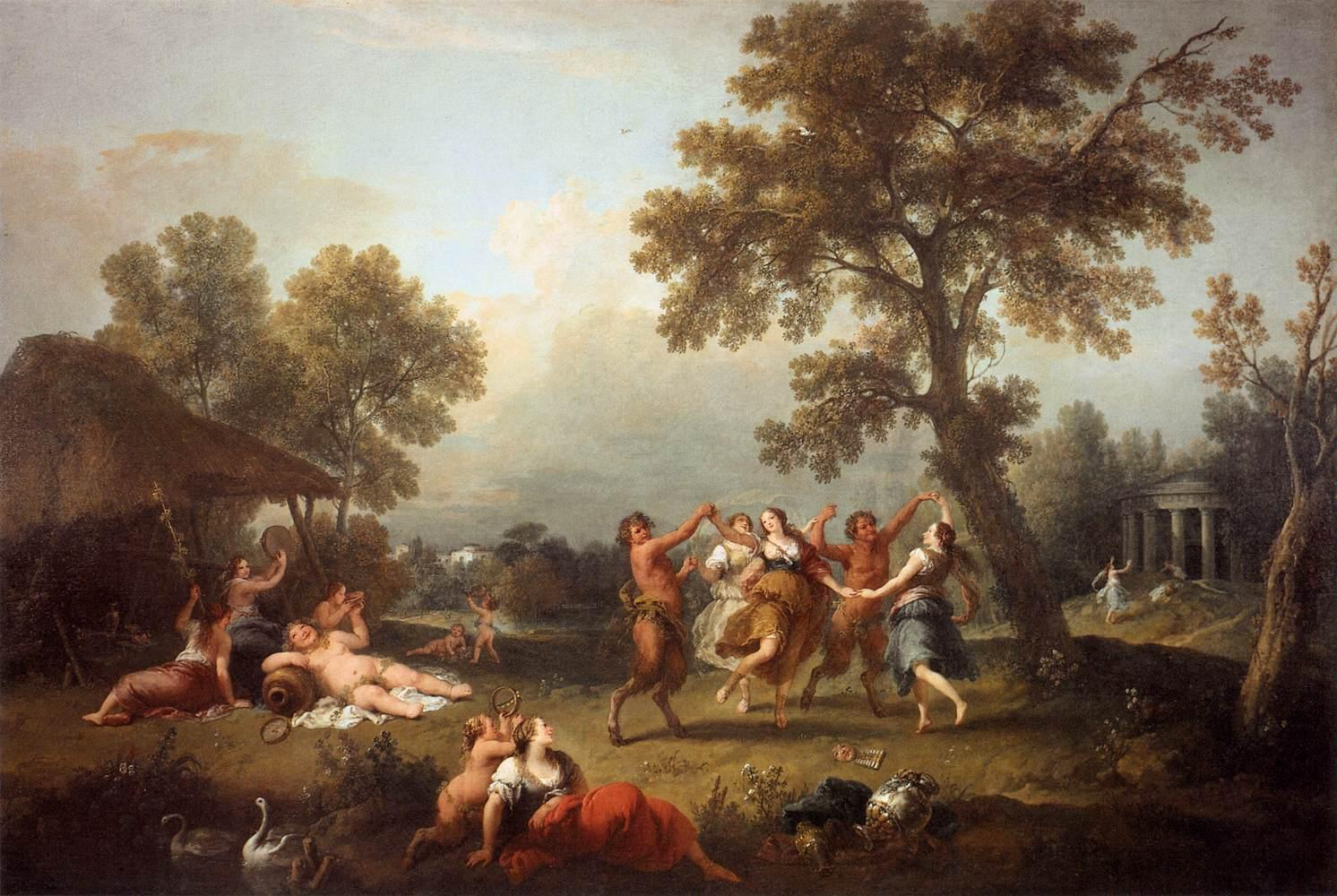
«Вакханалія», середина 1740-х, Галерея Академії (Венеція)
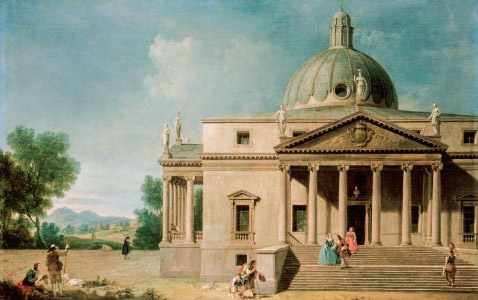
«Архітектурне капріччо із замком Мерворт, графство Кент», разом із Антоніо Візентіні, 1746
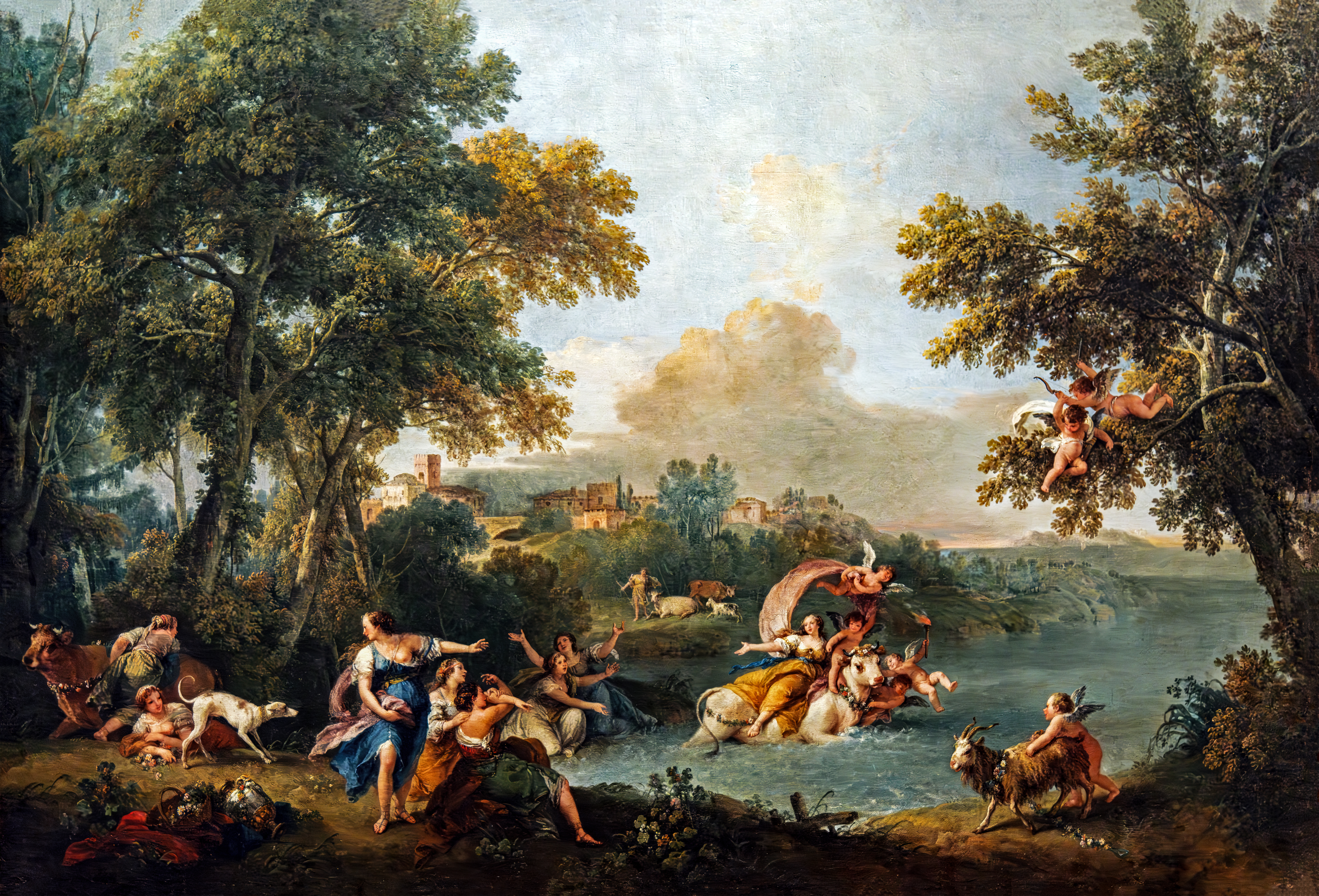
«Викрадення Європи Зевсом», 1740-ві,  Галерея Академії (Венеція)
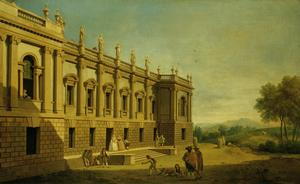
«Садиба Барлінгтон Хаус», разом із Антоніо Візентіні, 1746, Віндзорський замок
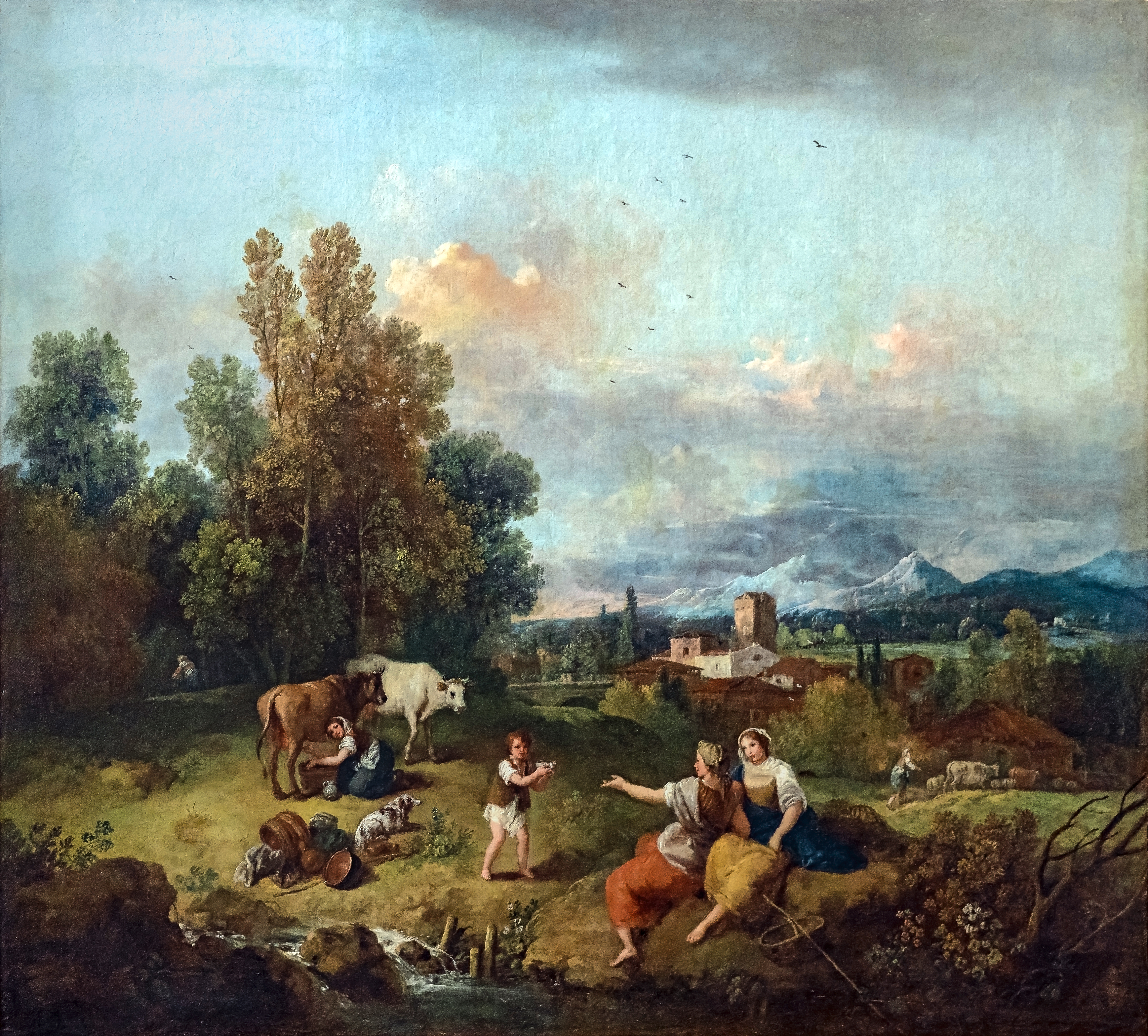
«Сільський пейзаж з дояркою», 1750-і, Венеція
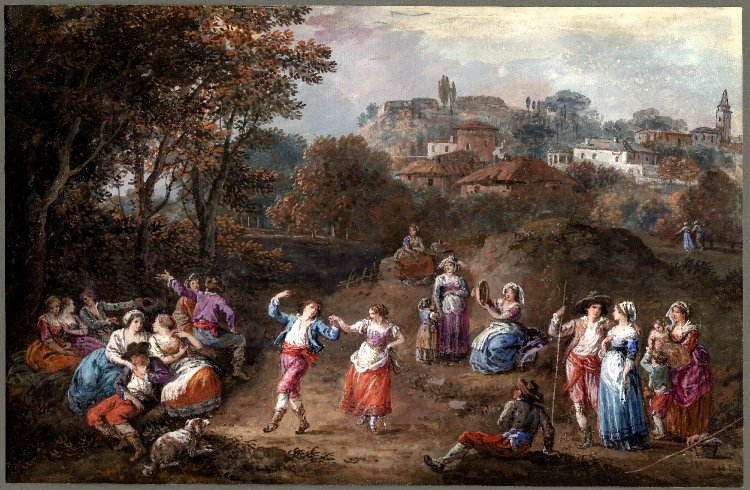
«Пейзаж з малим сільським святом і танцями», Британський музей